# Lucy (anime)
Lucy (南の虹のルーシー Minami no niji no rûshî?, "Lucy del arcoíris sureño") es una serie de anime basada en la novela Southern Rainbow ("Arcoíris sureño") de la escritora australiana Phyllis Piddington (1910-2001). La serie fue emitida originalmente en Japón en el año 1982, parte del contenedor infantil World Masterpiece Theater o Meisaku de Nippon Animation. El contenedor había antes y después producido una gran variedad de series de animación basadas en diferentes obras literarias infantiles; entre ellas estaban "La familia Robinson" (1981) y "Las montañas de Ana" (1983).
En España, la serie se estrenó por la cadena Telecinco con doblaje latino, durante las vacaciones navideñas de 1992 dentro del programa infantil A mediodía, alegría presentado por Leticia Sabater, para después de las mismas, pasar a emitirse en el último bloque (9:00 a. m.) del espacio principal de ese mismo programa, Desayuna con alegría. En este espacio, seguía a El pequeño lord (1988), una producción posterior del World Masterpiece Theater. La serie es, cronológicamente, la primera en la antología en nunca haber sido editada en DVD en España, y los detalles sobre su paso por televisión o los actores de doblaje involucrados son prácticamente nulos.

## Argumento
En el año 1837, una familia inglesa, encabezada por Arthur y Annie Poppel, decide emigrar a Australia con la esperanza de empezar allí una granja e iniciar así una nueva vida. Los Poppel, con sus cinco hijos, Clara, la mayor, Benjamin (Ben), Katherine (Kate), Lucy-May y el bebé Toby (Tob), viajan en barco al continente australiano en pleno desarrollo de su colonización y el inicio de la civilización en él.
Para Lucy-May y sus hermanos, este extraño lugar resulta apasionante. Nunca les faltan sitios curiosos que explorar, ni exóticos animales por descubrir, como koalas, canguros y tejones. Durante sus escapadas en busca de diversión, incluso llegan a conocer y hacer amistad con algunos aborígeness. Sin embargo, para el Sr. Poppel y su esposa, las cosas no resultan tal y como habían esperado. En Adelaida, obtener tierra propia en la que iniciar su granja no resulta sencillo, y la desesperación lleva a Arthur Poppel al alcoholismo.
Cuando las cosas para los Poppel parecen no poder ir a peor, su pequeña Lucy-May desaparece. Ésta, tras sufrir un duro golpe ocasionado por un carruaje, pierde la memoria y es recogida por una familia afluente. Los Princeton, que tristemente habían perdido a su pequeña Emily unos años antes, se encariñan con Lucy-May.
Los Poppel, que habían estado buscando desesperadamente a su hija, finalmente la localizan. La familia Princeton ofrece adoptar a Lucy, e incluso ofrecen tierra a los Poppel a cambio de su hija. Los Poppel, sin embargo, rechazan ambas ofertas.
Lucy-May finalmente recupera su memoria y naturalmente decide volver con los Poppel. Su nueva familia comprende que intentar extorsionar a los Poppel no es correcto, y finalmente les entregan junto a su hija tierra en la que al fin podrán comenzar su tan añorada granja.

## Personajes

### Familia Poppel
- Lucy-May Poppel (voz de Minori Matsushima): La protagonista de la historia. Tiene siete años y le encantan jugar y los animales. Para Lucy-May, la llegada a Australia resulta una aventura interminable, explorando el terreno y descubriendo todo tipo de criaturas exóticas. Mientras no hay escuela en Adelaida, Lucy-May puede dedicar todo su tiempo al ocio junto a su hermana, mas cuando llega la hora de estudiar, su familia descubre que no es la niña más aplicada y le cuesta concentrarse.

- Kate Poppel (voz de Rihoko Yoshida): La hija mediana de los Poppel, Kate tiene 10 años al comienzo de la historia. Al igual que su hermana menor Lucy-May, a Kate le gusta divertirse y no siempre se presta a ayudar aun si llega a ser más responsable y comprensiva con las situaciones que atraviesa su familia que su hermana. Kate es la principal compañera de juegos de Lucy-May, pero las hermanas también suelen discutir con mucha frecuencia.

- Arthur Poppel (voz de Katsunosuke Hori): El cabeza de la familia y padre de Lucy-May, Arthur Poppel trajo a su familia a Australia con la esperanza de iniciar aquí una bonita granja. Sin embargo, descubre a su llegada que las cosas no resultan como se le prometieron; el proceso de la distribución de las tierras es burocráticamente lento y, lo que es peor, hace enemistad con su vecino, el afluente señor Pettiwell, que en más de una ocasión consigue sabotagearle. La desesperación le conduce al alcoholismo durante un tiempo.

- Annie Poppel (voz de Ikuko Tani): La madre de la familia y esposa de Arthur, Annie Poppel es una mujer de carácter apaciguado y a la vez muy responsable. Apoya plenamente a su marido y también desea cumplir el sueño de su familia de algún día obtener las tierras en las que llevar a cabo su propia granja. A pesar de ser una madre compasiva, también es firme en la educación de sus hijos, particularmente los tres pequeños: Kate, Lucy-May y Tob. Cuenta con el apoyo incesable de su hija mayor Clara, y cuando el Sr. Poppel atraviesa un período de depresión, ella toma las riendas y se encarga de que su familia no desista y siga adelante.

- Clara Poppel (voz de Sakiko Tamagawa): La hija mayor de los Poppel, Clara es una chica dulce que ayuda a su madre ejerciendo un papel materno sobre sus hermanos. Es responsable y asume un papel principal en llevar a cabo las tareas del hogar. Durante el viaje a Australia, conoce al joven marinero John, del que se enamora. Ella sueña con llegar a casarse con él algún día, pero no deja que eso se entrometa en su obligación de apoyar en todo a su familia. Al cabo de un tiempo se dispone a trabajar en la nueva panadería de la señora Jane Mac, una amiga de familia.

- Ben Poppel (voz de Tatsuya Matsuda): Ben es el segundo hijo de los Poppel y el mayor de los dos varones. Dejar Inglaterra para empezar una nueva vida en Australia implica que deberá dejar a un lado su sueño de ser médico algún día, pues Australia no dispone aún de universidades en las que estudiar medicina. Es un joven dedicado que ayuda a su familia en todo lo que puede, llegando incluso a construir gran parte de su casa temporal con sus propias manos.

- Curiosidades: en el doblaje latino emitido por Telecinco, los personajes principales se llaman Arturo, Ana, Clara, Ben, Eva, Lucy y Tom. Hay un error con las edades ya que Ben es el segundo hermano y en la serie dice que tiene 12 años mientras que Eva, que es la tercera, dicen que tiene 16.

## Episodios
1. Nuestra nueva tierra
2. Un encuentro inesperado
3. Una nueva mascota
4. Un paseo a la playa
5. La tormenta
6. Un lugar llamado Adelaida
7. El accidente de Ben
8. La noche antes de la partida
9. Camino a Adelaida
10. La ciudad verde
11. Nuestra pequeña casa
12. La noche en Adelaida
13. La llegada de Ben
14. El hombre que me rescató
15. Las dos casas
16. El doctor Deighton empapado
17. Un triste acontecimiento
18. Trepando árboles
19. Vamos de compras
20. Una aventura en el bosque
21. Pescadores y cazadores fracasados
22. Ni ladrillos ni dingos por hoy
23. Tu nombre es Pequeño
24. El fin del verano
25. Un día sin suerte
26. Ella se ha enfermado
27. La recaída de Lucy
28. La orilla contraria del río
29. Enseñando a Pequeño
30. Un regalo de cumpleaños
31. Pequeño y el perro de los Pettywell
32. Al final del arcoíris
33. Un sueño roto
34. Pequeño va a la escuela
35. Confrontación
36. Una moneda de cinco chelines en el nido
37. Bandidos en la ciudad
38. La detective Lucy Poppel
39. Dos separaciones
40. ¿Quién soy yo?
41. Una vida nueva
42. Una niña llamada Emily
43. Desencuentros
44. El regreso a casa
45. El desaparecimiento de Tom
46. Un encuentro en el pozo
47. La decisión de papá
48. La hija rica
49. Clara se casa
50. Hacia el arcoíris

## Doblaje
La serie fue emitida en Telecinco con doblaje latino, realizado por los estudios chilenos de DINT internacional.
- Gianina Talloni como Lucy

## Temas musicales
- Japón: (Inicio) «Niji ni naritai», (Cierre) «Mori ni oide» cantadas por Sumiko Yamagata.
- España: «Lucy», cantada por Sol Pilas, con la base musical de la canción italiana «Alice nel paese delle meraviglie» de Cristina D'Avena, con letra en español adaptada por Tony Seven.[3]